# Насонов, Алексей Васильевич
Алексей Васильевич Насонов — советский хозяйственный, государственный и политический деятель, Герой Социалистического Труда.

## Биография
Родился в 1923 году в селе Козловка. Член КПСС.
С 1941 года — на хозяйственной, общественной и политической работе. В 1941—1983 гг. — председатель колхоза «Весёлый труд» Таловского района Воронежской области, участник Великой Отечественной войны, председатель колхоза «Верный», председатель колхоза «Знамя Октября» Таловского района Воронежской области, директор опытно-производственного хозяйства «Знамя Октября» Воронежского научно-исследовательского института сельского хозяйства имени В. В. Докучаева.
Указом Президиума Верховного Совета СССР от 23 июня 1966 года присвоено звание Героя Социалистического Труда с вручением ордена Ленина и золотой медали «Серп и Молот».
Избирался депутатом Верховного Совета СССР 7-го созыва. Делегат XXIII съезда КПСС.
Умер в Михинском в 1997 году.